# Hans Haas
Hans Haas, avstrijski dvigalec uteži, * 17. oktober 1906, Dunaj, † 14. maj 1973. 
Leta 1926 je postal avstrijski prvak, leta 1928 pa je na Poletnih olimpijskih igrah v Amsterdamu osvojil zlato medaljo v lahki kategoriji. Na naslednjih olimpijskih igrah 1932 je v Los Angelesu v isti kategoriji osvojil še srebrno medaljo. 
George Eisen iz Nazareth Collega je Haasa uvrstil na seznam judovskih dobitnikov olimpijskih medalj